# Tân Lạc (xã)
Tân Lạc là một xã thuộc huyện Bảo Lâm, tỉnh Lâm Đồng, Việt Nam.

## Địa lý
Xã Tân Lạc có vị trí địa lý:
- Phía đông giáp xã Lộc An và huyện Di Linh
- Phía tây giáp xã Lộc Thành
- Phía nam giáp xã Lộc Nam
- Phía bắc giáp thành phố Bảo Lộc.

Xã Tân Lạc có diện tích 27,04 km², dân số năm 2022 là 4.371 người, mật độ dân số đạt 161 người/km².

## Hành chính
Xã Tân Lạc được chia thành 7 thôn: 1, 2, 3, 4, 6, 8, 9.

## Lịch sử
Ngày 24 tháng 8 năm 1999, Chính phủ ban hành Nghị định số 79/1999/NĐ-CP về việc thành lập xã Tân Lạc trên cơ sở 2.442,15 ha diện tích tự nhiên và 3.247 nhân khẩu của xã Lộc Thành.
Ngày 21 tháng 1 năm 2020, HĐND tỉnh Lâm Đồng ban hành Nghị quyết số 166/NQ-HĐND về việc sáp nhập Thôn 5 vào Thôn 1.